# HYAL2
La hyaluronidase 2 est une hydrolase qui catalyse l'hydrolyse aléatoire des liaisons (1→4) entre les résidus de N-acétyl-β-D-glucosamine et le D-glucuronate de l'acide hyaluronique. Chez l'homme, cette protéine est codée par le gène HYAL2, situé sur le chromosome 3,. Sa structure est semblable à celle des hyaluronidases. Ces enzymes dégradent l'acide hyaluronique intracellulaire, l'acide hyaluronique étant l'un des constituants majeurs des glycosaminoglycanes de la matrice extracellulaire, qui intervient potentiellement dans la multiplication, la migration et la différenciation cellulaire.
La hyaluronidase 2, ou hyaluronoglucosaminidase, est une hyaluronidase lysosomale, active à pH inférieur à 4 et qui hydrolyse spécifiquement l'acide hyaluronique de haut poids moléculaire. Elle peut également se présenter comme une protéine à ancrage glycosylphosphatidylinositol (GPI) de la membrane plasmique, configuration dans laquelle elle n'agit pas comme enzyme mais comme récepteur pour le rétrovirus oncogène JSRV (en) de l'adénocarcinome pulmonaire ovin (en), ou adénomatose pulmonaire ovine. HYAL2 fait partie d'un groupe d'anti-oncogènes de la région 3p21.3. Il existe par ailleurs des interactions entre la protéine HYAL2 et des protéines impliquées dans l'épissage alternatif de l'ARN pré-messager de l'antigène CD44, ce qui laisse entrevoir un rôle plus large de la protéine HYAL2 dans la biologie cellulaire.